# Бикебург
Бикебург (њем. Bückeburg) град је у њемачкој савезној држави Доња Саксонија. Једно је од 38 општинских средишта округа Шаумбург. Према процјени из 2010. у граду је живјело 20.674 становника. Посједује регионалну шифру (AGS) 3257009.

## Географски и демографски подаци
Бикебург се налази у савезној држави Доња Саксонија у округу Шаумбург. Град се налази на надморској висини од 63 метра. Површина општине износи 68,8 km². У самом граду је, према процјени из 2010. године, живјело 20.674 становника. Просјечна густина становништва износи 300 становника/km².

## Међународна сарадња
| Мјесто      | Држава    | Врста сарадње | Од    |
| ----------- | --------- | ------------- | ----- |
| Калињинград | Русија    | контакт       | 2000. |
| Нивверкерк  | Холандија | партнерство   | 1974. |
|             | Француска | партнерство   | 1966. |
| Светли      | Русија    | контакт       | 2000. |
| Извор       |           |               |       |